# Маври

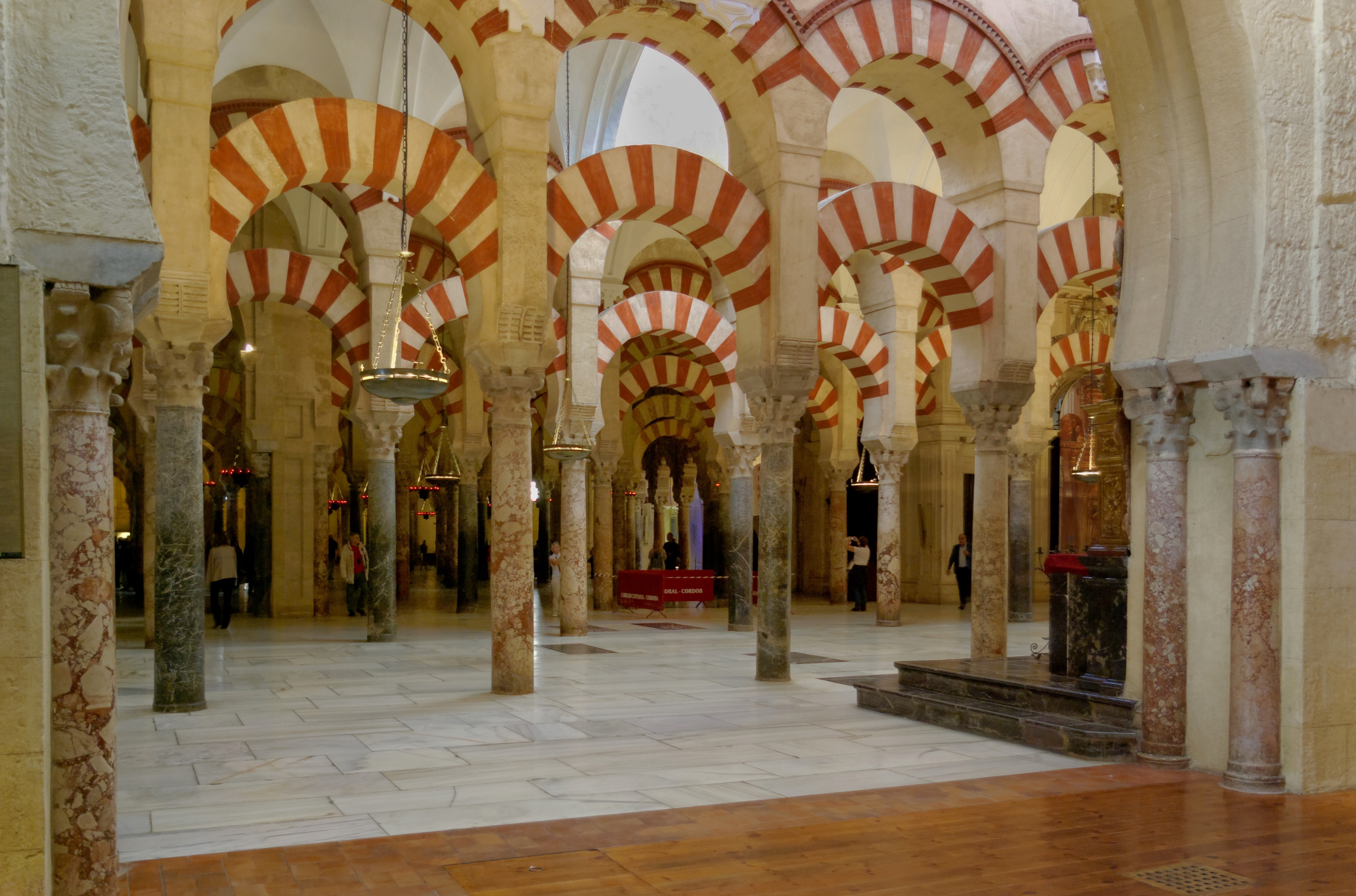
Архітектура маврів: Мечеть у Кордобі

Маври (лат. Mauri) — назва арабів та берберів Північно-Західної Африки, які сповідували іслам, у період VII—XVII ст.
Цей термін застосовується також до арабів та берберів, які в 711 році під проводом Таріка ібн Зіяда вдерлися на Піренейський півострів, завоювали заселені вестготами колишні римські колонії, оселилися та запанували там в VIII ст.; також і частина мешканців завойованих територій (та їхніх нащадків), які стали мусульманами. Оскільки деякі з арабських завойовників Іспанії належали до негроїдної раси, цей термін застосовували в XVI—XVII ст. щодо будь-якої людини з темною шкірою. Через свою неточність термін «маври» практично не вживається фахівцями-істориками. Проте прикметник «мавританський» часто використовують стосовно витворів культури та мистецтва, які були створені на територіях Піренейського півострова, що перебували під мусульманським пануванням.
Маврами (Mauri) давні римляни до III ст. н. е. називали  нероманізованих місцевих мешканців Північної Африки, які були підпорядковані власним правителям. Вважають, що назва походить від імені стародавнього берберського кочового племені та його державного утворення — королівства Мавретанія, яке стало римською провінцією після того, як останній цар Бокх II (Bocchus II) заповів правління римському імператорові Октавіану в 33 р. до н. е. Територія Мавретанії збігається з сучасними територіями Марокко і Західного Алжиру.